# Aharoni (Schriftart)
Aharoni ist eine Schriftart, die ursprünglich von Ludwig & Mayer, später Microsoft, veröffentlicht wurde.

## Anzeige
Aharoni ist eine breite Groteskschrift, die im Jahr 1935 veröffentlicht wurde. Sie wurde ursprünglich als hebräische Version von Erbar-Grotesk veröffentlicht. Seit Windows 2000 wird sie in den Betriebssystemen von Microsoft verwendet. Sie dient der Darstellung hebräischer Texte. Die Schrift ist nach dem polnisch-israelischen Typografen Tuvia Aharoni (1909–1981) benannt.
Die lateinischen Groß- und Kleinbuchstaben in der digitalen Version entsprechen der fetten Futura.

Es kann Probleme mit der Anzeige geben, wenn die Codierung des jeweiligen Textverarbeitungsprogramms nicht mit der von Aharoni übereinstimmt. 

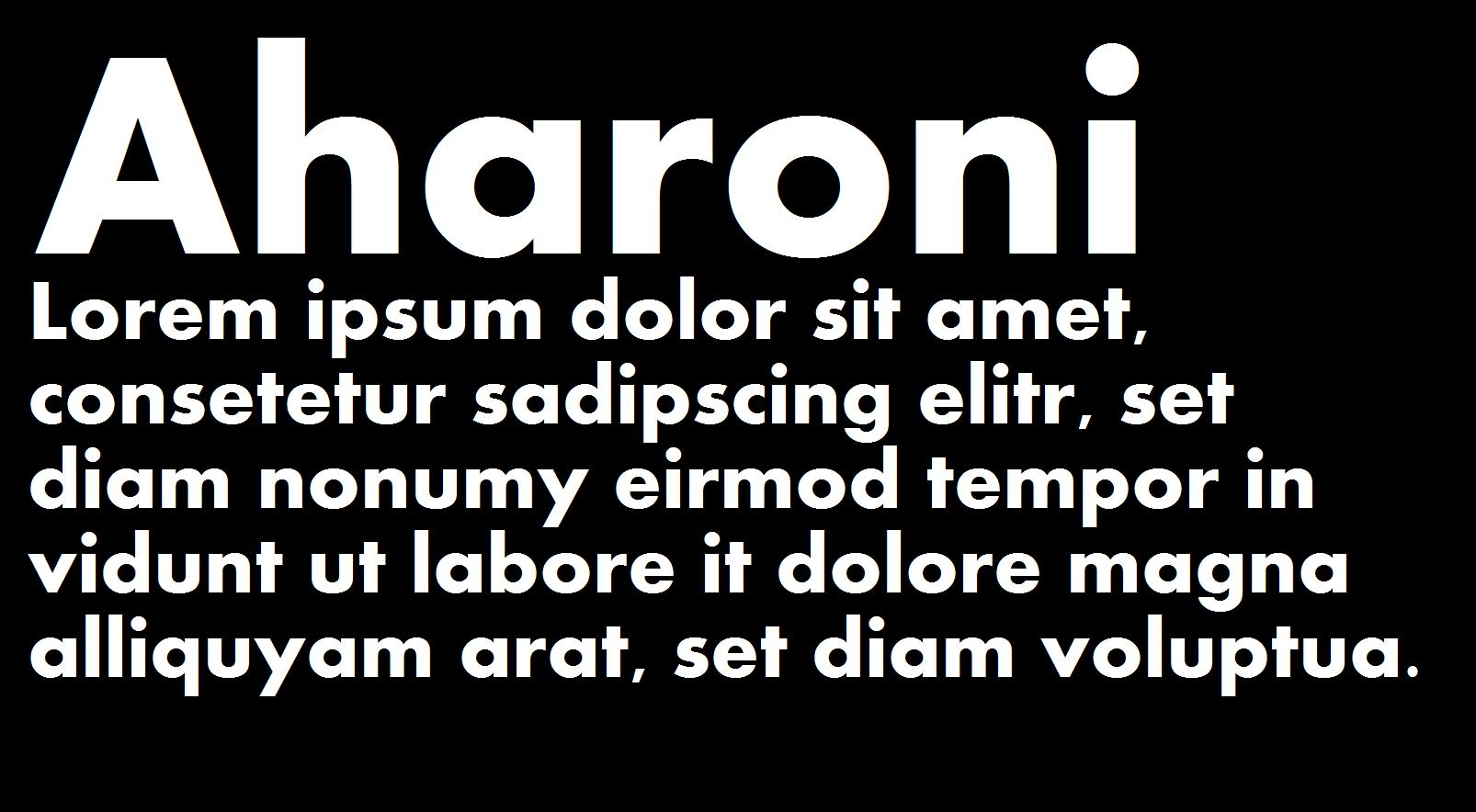
Schrift und Lorem-ipsum-Text in Aharoni